# Финдхорн
Финдхорн (енгл. River Findhorn) је река у Уједињеном Краљевству, у Шкотској. Дуга је 101 km. Улива се у Moray Firth, односно Северно море. 